# Atlético Petróleos de Luanda
Atlético Petróleos de Luanda – angolski klub piłkarski założony w 1980. Pierwszy tytuł ligowy, klub zdobył w 1982.
Czterech graczy klubu reprezentowało Angolę na mistrzostwach świata 2006: António Lebo Lebo, Lamá, Zé Kalanga i Luís Delgado.

## Sukcesy
- Mistrzostwo Angoli (18 razy): 1982, 1984, 1986, 1987, 1988, 1989, 1990, 1993, 1994, 1995, 1997, 2000, 2001, 2008, 2009, 2022, 2023, 2024, 2025
- Puchar Angoli (15 razy): 1987, 1992, 1993, 1994, 1997, 1998, 2000, 2002, 2003, 2017, 2021, 2022, 2023, 2024
- Superpuchar Angoli (4 razy): 1988, 1993, 1994, 2002

## Stadion
Klub rozgrywa swoje mecze na Estádio da Cidadela, który pomieścić może 60 000 widzów.